# SCREW
SCREW [スクリュー] es una banda de rock, visual kei y metal alternativo, japonesa formada en el 2006. Están dentro de la conocida PS Company e Indie PSC.

## Integrantes
- Byou (鋲[3])- Vocalista (2006-presente)
- Kazuki (和己[4])- Guitarrista Líder (2006-presente)
- Manabu (マナブ[5])- Guitarrista Ritmico (2007-presente)
- Jin (ジン[6])- Baterista (2006-presente)

## Exintegrantes
Yuuto (ゆうと)- bajista (2006-2009)
Rui (ルイ)- Bajista (2010-2014)

## Discografía

### Álbumes
- [2007.03.14] Fusion of the Core
- [2009.09.16] X-RAYS
- [2010.11.17] DUALITY
- [2012.02.15] 糜爛-BIRAN-
- [2013.07.10] SCREW
- [2014.08.20] PSYCHO MONSTERS

### Mini-álbumes
- [2006.07.12] Nanairo no Reienka (七色ノ冷艶歌?)
- [2007.09.12] VENOM
- [2007.10.03] VIRUS
- [2009.08.04] RACIAL MIXTURE

### Singles
- [2006.05.24] Nejireta Shiso (ネジれた紫想?)
- [2006.06.21] Nejireta Shiso 2nd Press (ネジれた紫想 2nd press?)
- [2006.10.25] Sakuran SCREAM (錯乱SCREAM?)
- [2006.11.22] Heartless Screen
- [2006.12.20] FINALE OF SCREW
- [2008.02.27] RAGING BLOOOD
- [2008.08.13] Wailing Wall
- [2008.11.18] Gather Roses
- [2010.05.12] Cursed Hurricane
- [2010.06.09] Ancient Rain
- [2011.03.23] DEEP SIX
- [2011.08.24] BRAINSTORM
- [2012.10.17] XANADU
- [2013.02.06] TEARDROP
- [2013.11.06] CAVALCADE
- [2014.04.23] FUGLY

### DVD
- [2009.11.07] The Third Anniversary 2009.4.26 LIQUIDROOM
- [2010.01.09] 「TOUR09 X-RAYS OF SCREW and ANAPHYLAXIS」
- [2011.08.10] SCREW 5th Anniversary ONEMAN TOUR 2011「GO INTO HIGH GEAR」
- [2013.07.24] SCREW 7th Anniversary Live "NEVERENDING BREATH" 2013/04/20 at SHIBUYA-AX

### PV's
- Death's Door [PV]
- VANQUISH [PV]
- VEGAS [PV]
- RAGING BLOOD [PV]
- Wailing Wall [PV]
- Gather Roses [PV]
- KAIROS [PV]
- Genei no Kusari [PV]
- Cursed Hurricane [PV]
- ANCIENT RAIN [PV]
- DUALITY [PV]
- DEEP SIX [PV]
- BRAINSTORM [PV]
- The Abyss [PV]
- XANADU [PV]
- Teardrop [PV]
- Red Thread [PV]
- Cavalcade [PV]
- FUGLY [PV]
- SPIRAL OF MISTRUST [PV]